# حرة السراة
حَرّة السراة هي حَرّة تقع في السعودية، ضمن نطاق منطقة عسير الواقعة جنوب غرب السعودية. تبلغ مساحة الحَرّة 700 كم2، ويقع بها جبل فِرْواع الذي يرتفع نحو 3004 م، وجبل ظلم بارتفاع 2575 م.